# Paul H. Maloney

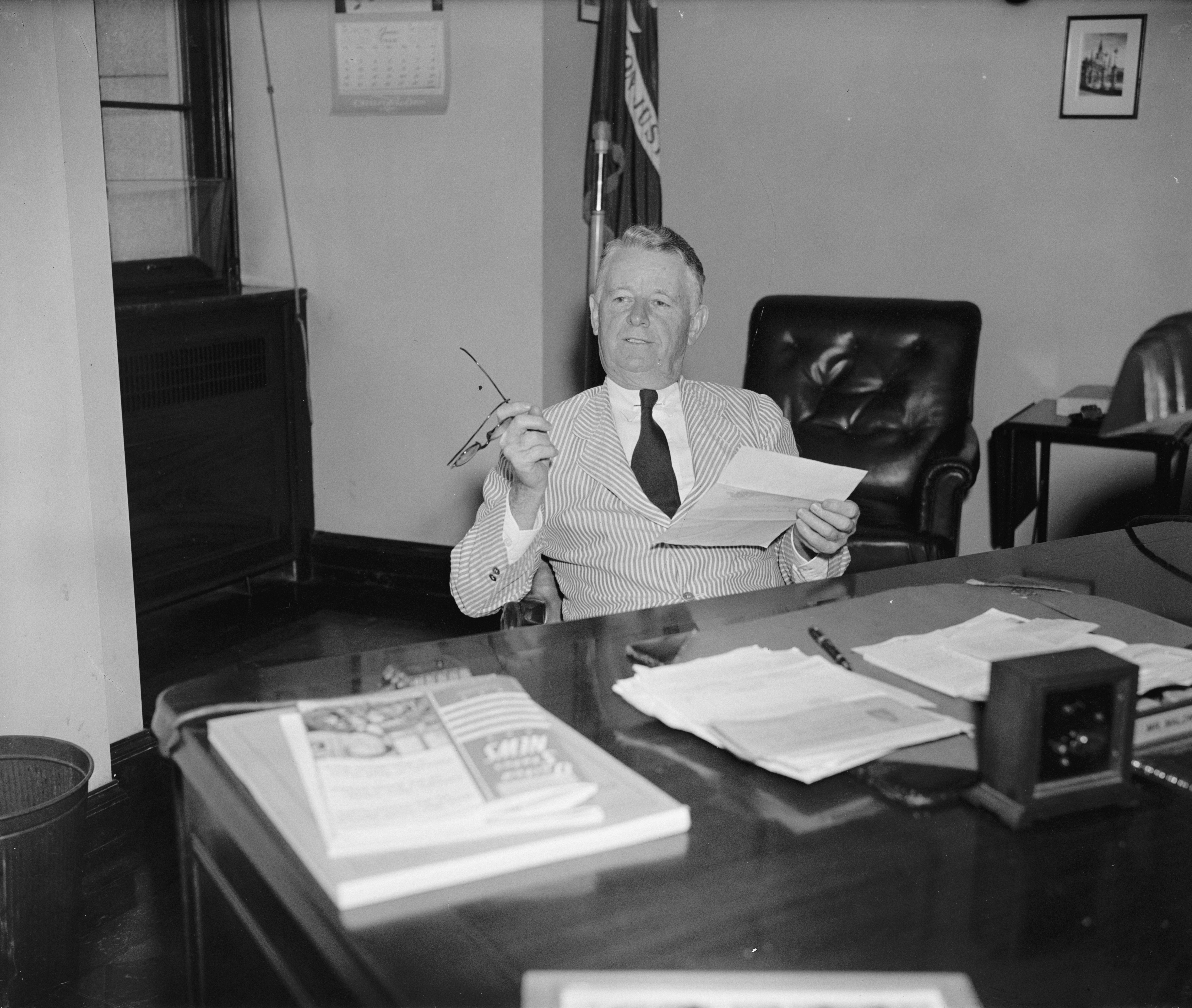
Paul H. Maloney (1940)

Paul Herbert Maloney (* 14. Februar 1876 in New Orleans, Louisiana; † 26. März 1967 ebenda) war ein US-amerikanischer Politiker. Zwischen 1931 und 1947 vertrat er zwei Mal den Bundesstaat Louisiana im US-Repräsentantenhaus.

## Werdegang
Paul Maloney besuchte zunächst die öffentlichen Schulen seiner Heimat und dann Mrs. Ashe’s Private School in Pass Christian im Staat Mississippi. In den folgenden Jahren arbeitete er in verschiedenen Branchen und Firmen. Unter anderem war er bei einer Firma zur Materialbeschaffung für Bettwäsche, einer Spedition und einem Automobilgroßhändler tätig. Zwischen 1895 und 1898 gehörte Maloney der Nationalgarde von Louisiana an. Politisch schloss er sich der Demokratischen Partei an. Zwischen 1914 und 1916 saß er als Abgeordneter im Repräsentantenhaus von Louisiana; von 1917 bis 1920 gehörte er der Deichkommission von New Orleans an, als deren Präsident er in den Jahren 1919 und 1920 fungierte. Danach war er bis 1925 Beauftragter für die Stadtwerke (Public Utilities). Von 1924 bis 1936 war er Delegierter zu allen Democratic National Conventions.
Bei den Kongresswahlen des Jahres 1930 wurde Maloney im zweiten Wahlbezirk von Louisiana in das US-Repräsentantenhaus in Washington, D.C. gewählt, wo er am 4. März 1931 die Nachfolge von James Z. Spearing antrat. Nach vier Wiederwahlen verblieb er bis zu seinem Rücktritt am 15. Dezember 1940 im Kongress. In dieser Zeit wurden dort die meisten der New-Deal-Gesetze der Bundesregierung unter Präsident Franklin D. Roosevelt verabschiedet. Außerdem wurden der 20. und der 21. Verfassungszusatz beraten und in Kraft gesetzt.
Für die Wahlen des Jahres 1940 wurde Maloney von seiner Partei nicht für eine weitere Amtszeit nominiert. Er legte dann wenige Wochen vor Ende der Legislaturperiode vorzeitig sein Mandat nieder. Am 3. Januar 1941 trat der neu gewählte Hale Boggs seine Nachfolge im US-Repräsentantenhaus an. In den folgenden zwei Jahren leitete Maloney die Steuerbehörde im Bezirk von New Orleans. Bei den Wahlen von 1942 wurde er wieder im zweiten Distrikt von Louisiana in das US-Repräsentantenhaus gewählt. Dort löste er am 3. Januar 1943 Hale Boggs wieder ab. Nach einer Bestätigung im Jahr 1944 konnte er dann bis zum 3. Januar 1947 zwei weitere Amtszeiten im Kongress absolvieren. Während dieser Zeit endete der Zweite Weltkrieg.
1946 verzichtete Maloney auf eine weitere Kandidatur. Sein Mandat fiel dann wieder an Hale Boggs, der es 1973 innehaben sollte. Nach seinem Ausscheiden aus dem US-Repräsentantenhaus arbeitete er wieder in der Speditionsbranche. Paul Maloney starb am 26. März 1967 im Alter von 91 Jahren in seinem Geburtsort New Orleans. Er war mit Adeline Lecourt Maloney (1879–1968) verheiratet.